# 13327 Reitsema
13327 Reitsema è un asteroide della fascia principale. Scoperto nel 1998, presenta un'orbita caratterizzata da un semiasse maggiore pari a 3,0930472 UA e da un'eccentricità di 0,1683559, inclinata di 3,19596° rispetto all'eclittica.